# Anthrax submacrocerus
Anthrax submacrocerus är en tvåvingeart som beskrevs av Paramonov 1935. Anthrax submacrocerus ingår i släktet Anthrax och familjen svävflugor. Inga underarter finns listade i Catalogue of Life.